# Euphorbia hormorrhiza
Euphorbia hormorrhiza är en törelväxtart som beskrevs av Radcl.-sm.. Euphorbia hormorrhiza ingår i släktet törlar, och familjen törelväxter. Inga underarter finns listade i Catalogue of Life.